# Xylomelum salicinum
Xylomelum salicinum är en tvåhjärtbladig växtart som beskrevs av Allan Cunningham och Robert Brown. Xylomelum salicinum ingår i släktet Xylomelum och familjen Proteaceae. Inga underarter finns listade i Catalogue of Life.